# 판랑탑짬
판랑탑짬(베트남어: Phan Rang-Tháp Chàm / 潘郞-塔占)은 베트남 닌투언성의 성도이다. 베트남 전쟁 당시에 미국 공군 기지로 사용된 곳이기도 하다.

## 역사
지금의 판랑은 이전에는 참파 왕국의 수도인 판두랑가로 알려져 있었다.
판랑은 응우옌 왕조 때인 1917년 카이딘 황제의 칙령에 의해 설립되었고, 빈투언성과 합쳐서 투언하이성이 형성된 시기인 1976년까지 닌투언성의 수도로 남아 있었다.
제2차 세계대전에서 일본군이 베트남을 점령했을 때, 비행장을 설립했고 그것을 이후 프랑스군이 사용하였다. 베트남 공화국 시절 판랑은 베트남 전쟁에서 미 공군의 판랑 공군 기지의 터였다.
이 마을은 동쪽으로 판랑으로 나뉘었는데, 이 마을은 닌하이현과 서쪽의 탑짬현이 되었고, 이것은 이후 안선현의 일부가 되었다. 두 지역은 1992년에 다시 합쳐져 판랑-탑짬이 되었다. 2007년 닌투언성의 성도 탑짬이 도시 지위를 달성했다.

## 행정구역
판랑탑짬시는 아래의 15개의 방(坊)과 1개의 사(社)를 관할한다.

### 방
- 바오안 (Bảo An / 保安坊)
- 다이선 (Đài Sơn / 台山坊)
- 다오롱 (Đạo Long / 道隆坊)
- 도빈 (Đô Vinh / 都榮坊)
- 동하이 (Đông Hải / 東海坊)
- 낀진 (Kinh Dinh / 經營坊)
- 미빈 (Mĩ Bình / 美平坊)
- 미동 (Mĩ Đông / 美東坊)
- 미하이 (Mĩ Hải / 美海坊)
- 미흐엉 (Mĩ Hương / 美香坊)
- 푸하 (Phủ Hà / 府河坊)
- 프억미 (Phước Mĩ / 福美坊)
- 떤따이 (Tấn Tài / 進財坊)
- 타인선 (Thanh Sơn / 淸山坊)
- 반하이 (Văn Hải / 文海坊)

### 사
- 타인하이 (Thành Hải / 成海社)

## 교통

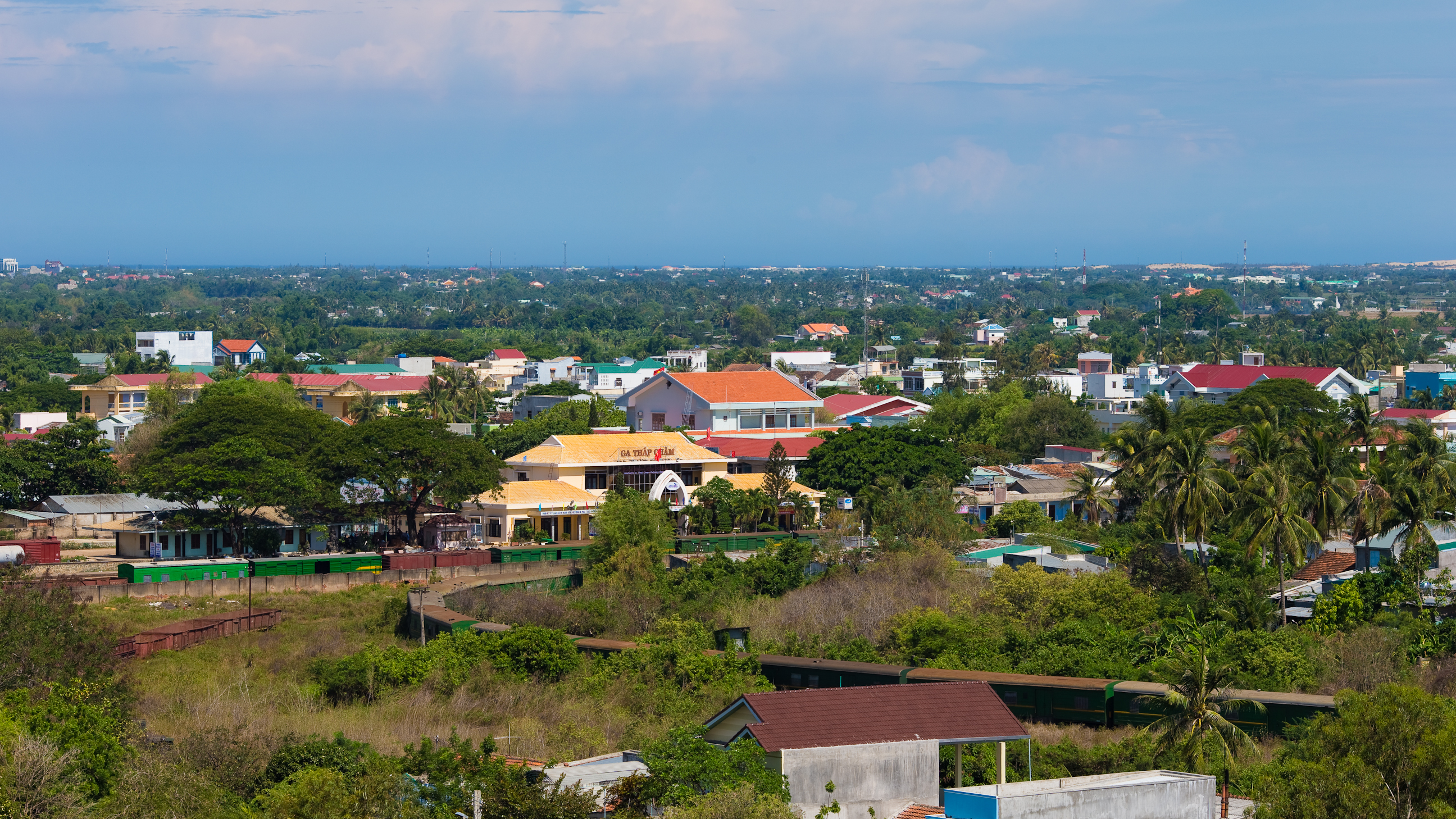
탑짬역

판랑탑짬은 국도 제1A호선과 국도 27호선의 분기점에 위치해 있다. 전자는 북쪽을 향해 하노이와 호찌민시를 연결하고, 후자는 중앙 고지를 가로질러 부온마투옷에 이른다.
시는 탑참역의 남북선과 연결되어 있으며, 급행 여객 열차(SE1/2, SE5/6)는 이 역에서 정기적으로 정차한다. 탑참역 8-21은 탑참에서 판랑으로 연결된다. 시내 버스는 서쪽으로 7km를 달려 판랑 시장과 가까운 판랑 시외버스 터미널로 간다. 판랑 터미널은 시내 버스와 시외버스의 허브다. 시내 버스는 푸꾸이와 푸옥허우(12km)를 거쳐 포레도 타워나 해변 리조트(5km)로 간다. 8-21에서 반대 방향(서쪽)을 타고 1km는 포 끌롱 자라이 사원과 문화 센터에 도착한다. 달랏으로 가는 미니 버스는 교차로와 철도 건널목 사이인 8-21 탑참 예매소에서 승객을 태우지만, 판랑 종착역에서는 더욱 안정적으로 좌석을 얻을 수 있다.

## 달랏-탑짬 철도역
이 역은 1932년에 개통된 랙 철도인 달랏-탑참선의 종착역 역할을 한 적이 있다. 이 철도는 베트남 전쟁 때 버려졌다가 1975년 북베트남 승전 이후 해체되어 심하게 파손된 남북선 복구에 필요한 물자를 공급했다. 지방 및 자치 정부의 지원을 받아 제안된 갱신 사업은 여객 및 화물 운송을 모두 처리할 수 있도록 달랏-탑참선 전체를 복원하는 것을 목표로 한다.